# Liothorax innexus
Liothorax innexus är en skalbaggsart som beskrevs av Thomas Say 1835. Liothorax innexus ingår i släktet Liothorax och familjen Aphodiidae. Inga underarter finns listade i Catalogue of Life.